# Paars
 Paars  es una población y comuna francesa, en la región de Picardía, departamento de Aisne, en el distrito de Soissons y cantón de Braine.

## Demografía
| 189 | 283 | 277 | 291 | 331 | 319 | 304 | 302 | 276 | 277 | 271 | 280 | 270 | 247 | 257 | 262 | 264 | 258 | 255 | 255 | 224 | 230 | 214 | 206 | 211 | 213 | 211 | 225 | 213 | 192 | 180 | 210 | 263 |
| Para los censos de 1962 a 1999 la población legal corresponde a la población sin duplicidades (Fuente: INSEE [Consultar]) |     |     |     |     |     |     |     |     |     |     |     |     |     |     |     |     |     |     |     |     |     |     |     |     |     |     |     |     |     |     |     |     |